# Biserica fortificată din Mălâncrav
Biserica evanghelică fortificată din Mălâncrav, județul Sibiu, comuna Laslea, a fost construită în secolul XIV, pe locul unei bazilici romanice mult mai vechi. Biserica figurează pe lista monumentelor istorice 2010, cod LMI SB-II-a-A-12416, cu următoarele obiective:
- cod LMI SB-II-a-A-12416.01 - Biserica evanghelică fortificată, secolul al XIV-lea - începutul secolului al XVI-lea;
- cod LMI SB-II-a-A-12416.02 - Incintă fortificată, secolul XV - XVI.

## Localitatea
Mălâncrav, mai demult Mălăncrav, Mălămcrav, Malencrog (în dialectul săsesc Malemkref, Malemkrox, în germană Malmkrog, Mallenkrag, Halbenkragen, în maghiară Almakerék) este o localitate în județul Sibiu, Transilvania, România.
Istoria bisericii precum și a localității este strâns legată de nobilimea latifundiară transilvăneană, în principal prin numele familiei Apafi căreia regele Ungariei i-a atribuit acest teritoriu. Așezarea era în proprietatea comitatului de Alba, fiind aservită acestuia, ea formând în același timp o latifundie limitrofă scaunelor săsești de Cincu, Mediaș și Sighișoara. Astfel, primele mențiuni documentare despre Mălâncrav apar în acte juridice care reglementează diferenduri privind proprietatea unor terenuri, dispute care continuă de altfel până în secolul al XVIII-lea când o parte din proprietățile Apafi trec în posesia  familiei Bethlen printr-o decizie a Curții de la  Viena. De menționat este că ultimii mari proprietari de terenuri până în momentul desființării iobagiei au  fost conții Haller.

## Biserica
Actuala biserică evanghelică este pomenită pentru prima dată în testamentul lui Nikolaus Apafi. Un alt act important pentru istoria bisericii de aici este cel emis în anul 1424 de către Papa Martin al V-lea cu privire la dreptul lui Nikolaus Apafi de a acorda indulgențe în capela Sfântului Sânge.  Această capelă, dispărută astăzi, a servit ultimilor catolici rămași după apariția Reformei și era poziționată lângă biserică.  Biserica are trei nave și o clopotniță și a fost construită la începutul secolului al XIV-lea de către fiul lui Nikolaus, Gregor. Sanctuarul în stil gotic  internațional  a fost reconstruit în anul 1400. Forma actuală a edificiului religios se datorează unor intervenții în structura sa, care a avut loc la începutul secolului al XX-lea.
O dată cu refacerea sanctuarului nava centrală, fiind acoperită cu un tavan, se deschide în patru arcade în  arc frânt către colaterale și în arc triumfal către cor. Similar s-au modificat și portalurile și plastica arhitectonică precum și ferestrele. Absida are formă poligonală și are o boltă cu penetrații, iar corul prezintă o travee boltită-n cruce. Un tabernacul, încoronat cu un baldachin, deasupra căruia se află un basorelief înfățișând Răstignirea, se regăsește pe peretele nordic.  Acest element arhitectonic este prezent și în bisericile de la Bazna, Ighișu Nou, Dupuș, el fiind o rezultantă directă a operelor goticului popular transilvănean. Peste altar poate fi observat blazonul familiei Apafi de pe cheia de boltă,  blazon înconjurat de inscripția GENTILE SCUTUM APPAE.
Spre nord se vede intrarea către sacristie prin intermediul unui arc frânt, după care urmează intrarea spre turnul de scară al cărui acces este dus prin exterior către podul corului. Sub sacristie se află mormântul prințului Mihai Apafi al II-lea, a cărei criptă este opera sculptorului transilvănean Elias  Nicolai, din secolul al XVII-lea. Acest monument se găsește astăzi la Muzeul de Artă din Budapesta.
Turnul clopotniță are cinci niveluri și un etaj mai scund prevăzut cu metereze. Acesta este ieșit în console  iar latura sa vestică a fost inclusă în fațadă. Simultan cu diverse operațiuni de fortificare, portalul construit în secolul al XVI-lea a fost zidit.

## Pictura
Deosebit de valoroasă este pictura murală a bisericii din Mălâncrav , cel mai bine păstrat ansamblu de pictură linear-narativă gotică din secolul al XIV-lea. Pe partea nordică a navei centrale se  regăsesc cele mai multe dintre frescele realizate în jurul anului 1350. Există astfel 53 de scene picturale care sunt aranjate în cinci registre, ele făcând o adevărată chintesență a creației relevate de Vechiul și Noul Testament.  În partea superioară sunt scenele din Vechiul Testament, viața domnului Isus Hristos precum și o multime de reprezentări de sfinți martiri și imagini din Adormirea Maicii Domnului. Fresce similare se mai întâlnesc și în bisericile din Homorod, Mugeni, Drăușeni, iar multe asemănări stilistice se regăsesc și în picturile din Slovacia. Se speculează ideea că Ioan Apafi ar  fi donatorul acestor picturi.

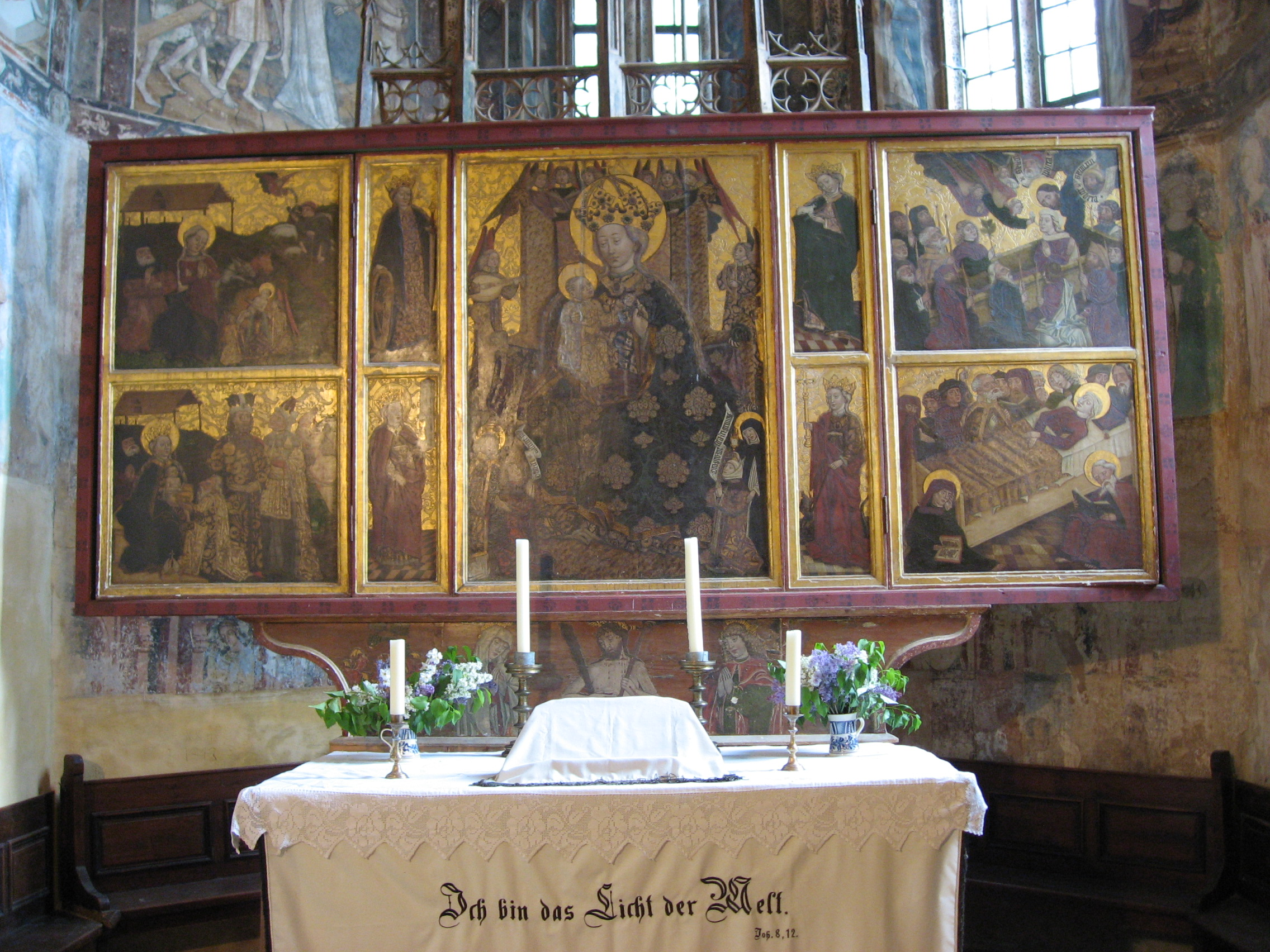
Altarul poliptic

Spectaculoasele motive  picturale ale stilului gotic internațional, au fost  realizate în jurul anului 1400. Iconografia frescelor glorifică pe Fecioara Maria, careia îi este dedicată biserica, dar urmăresc în ansamblu viața lui Isus.
Scenele pictate în corul bisericii din Mălâncrav sunt caracterizate printr-o mare detașare de constrângerile picturii bisericești și ele sunt un rafinat exemplu al stilului gotic  care s-a răspândit prin Boemia și Slovacia până în Transilvania, pornind din Italia și Franța. Prin descoperirea făcută de cercetătorul Victor Roth pe peretele estic al corului, a unui graffiti, se poate data drept termen ante quem al realizării picturii anul 1405.
Biserica are în proprietatea sa valorosul altar poliptic de la Mălâncrav a cărui compoziție este următoarea: central sunt înfățișați Sf. Maria cu pruncul Isus. Acestora li se închină Sfânta Clara și Arhanghelul Mihail, în jurul lor fiind pictate sfintele  martire Agnes și Margareta, Barbara și Ecaterina precum și scene din viața Mariei. Pe predelă se vede pictat  Vir Dolorum însoțit de Ioan și Maria. Frumosul altar a fost donat de Mihai Apafi și soția sa.
Se acreditează ideea că relizatorul acestui altar să fi cunoscut opera lui Michael Wolgemut din Nürnberg. Similaritățile cu spații culturale îndepărtate geografic se pot  explica prin circulația modelelor și/sau faptul că artiștii s-au  format cultural în același mediu.

## Fortificația
Revenind în exterior, din incinta  care înconjura odinioară biserica nu s-a mai păstrat decât o centură simplă de zid și primele niveluri ale turnului de poartă .

## Imagini

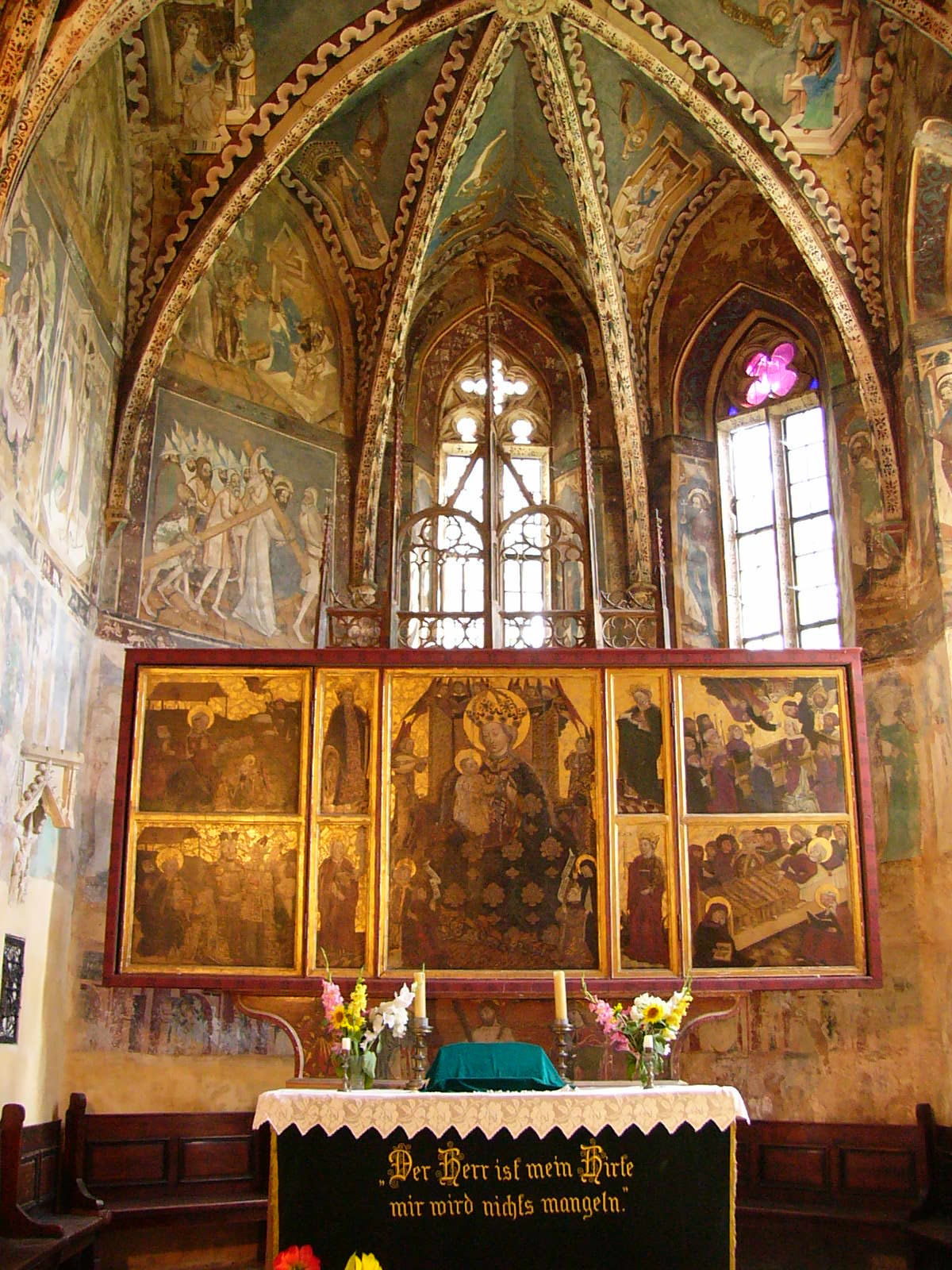
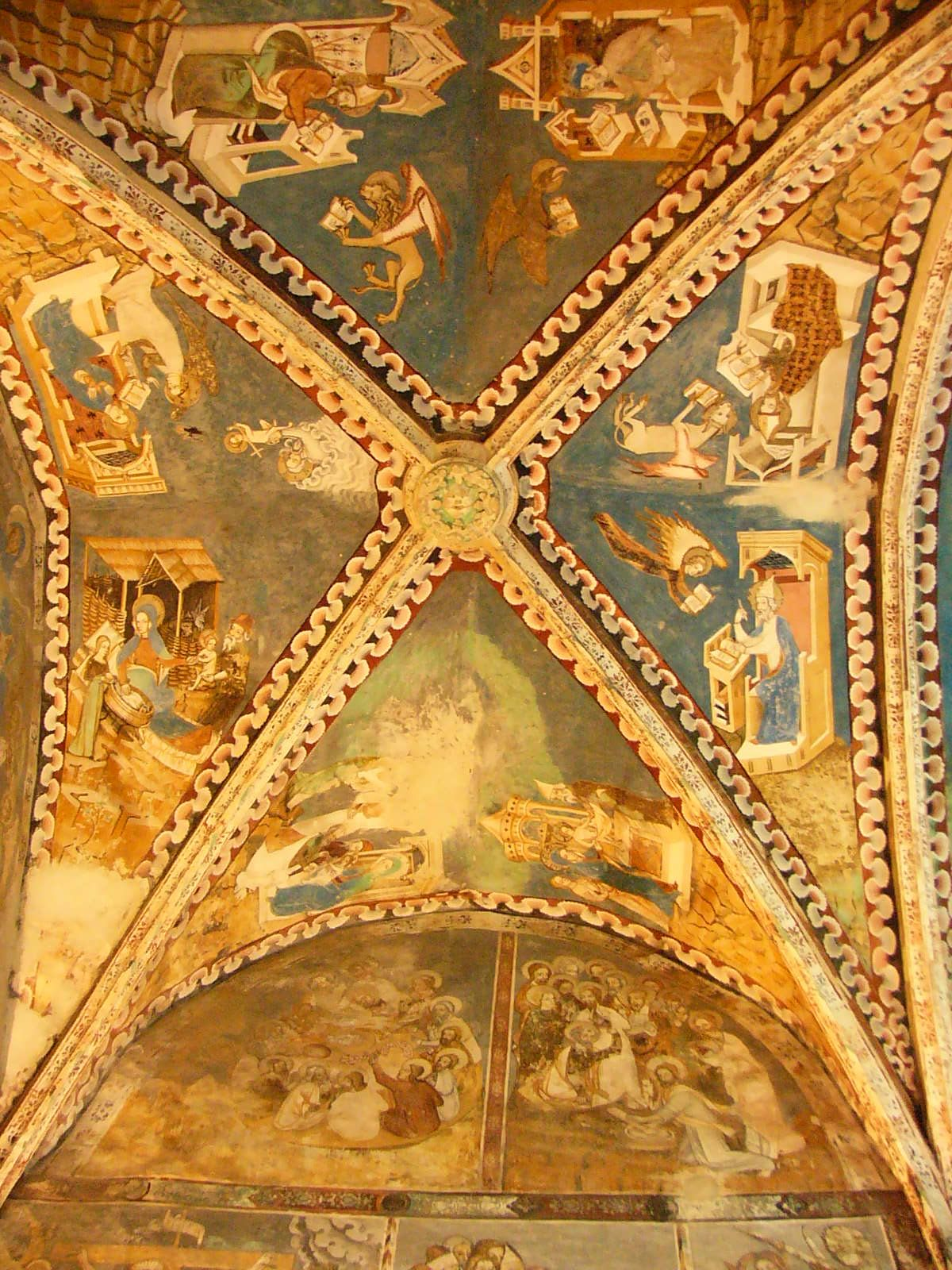
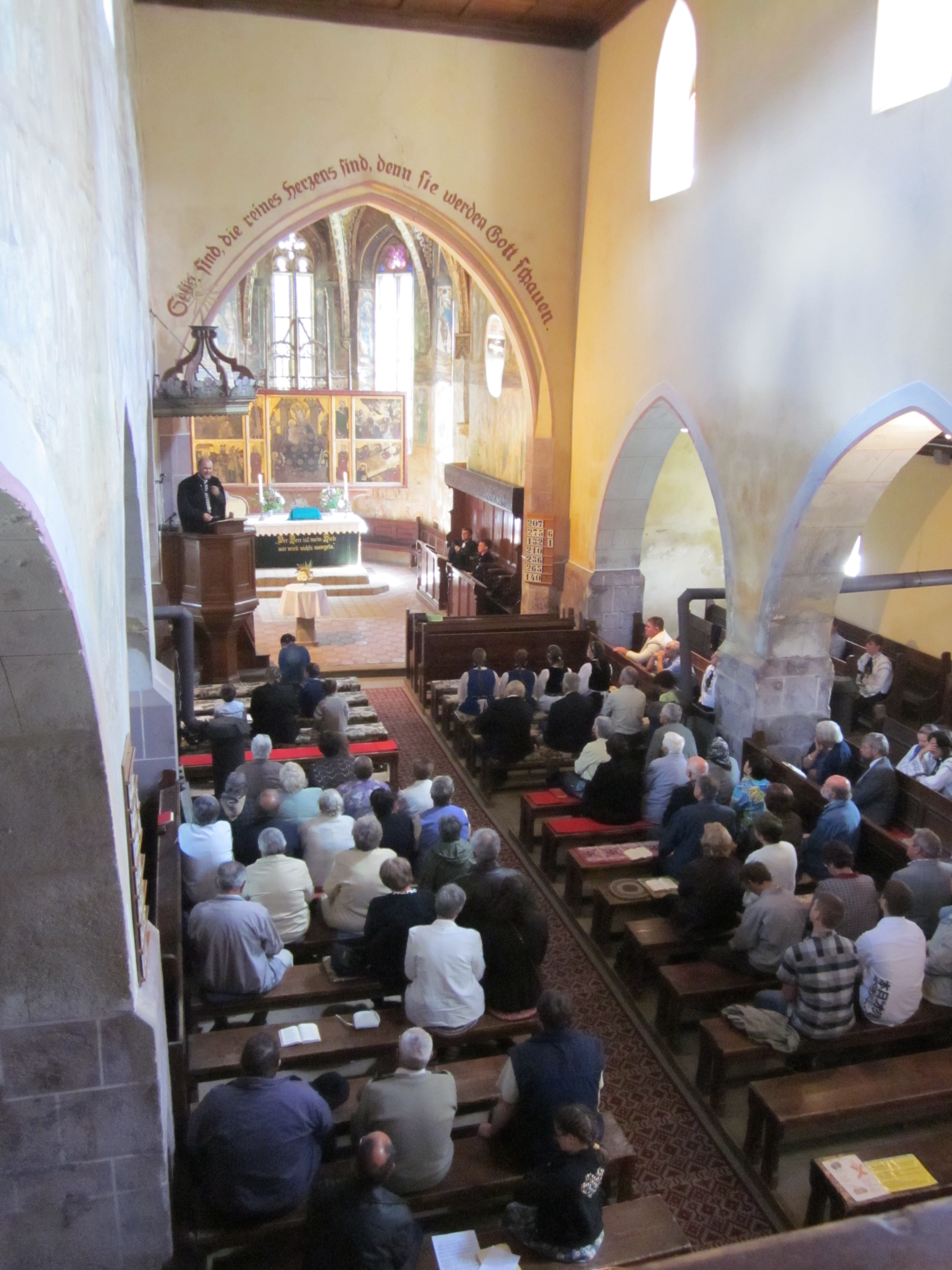
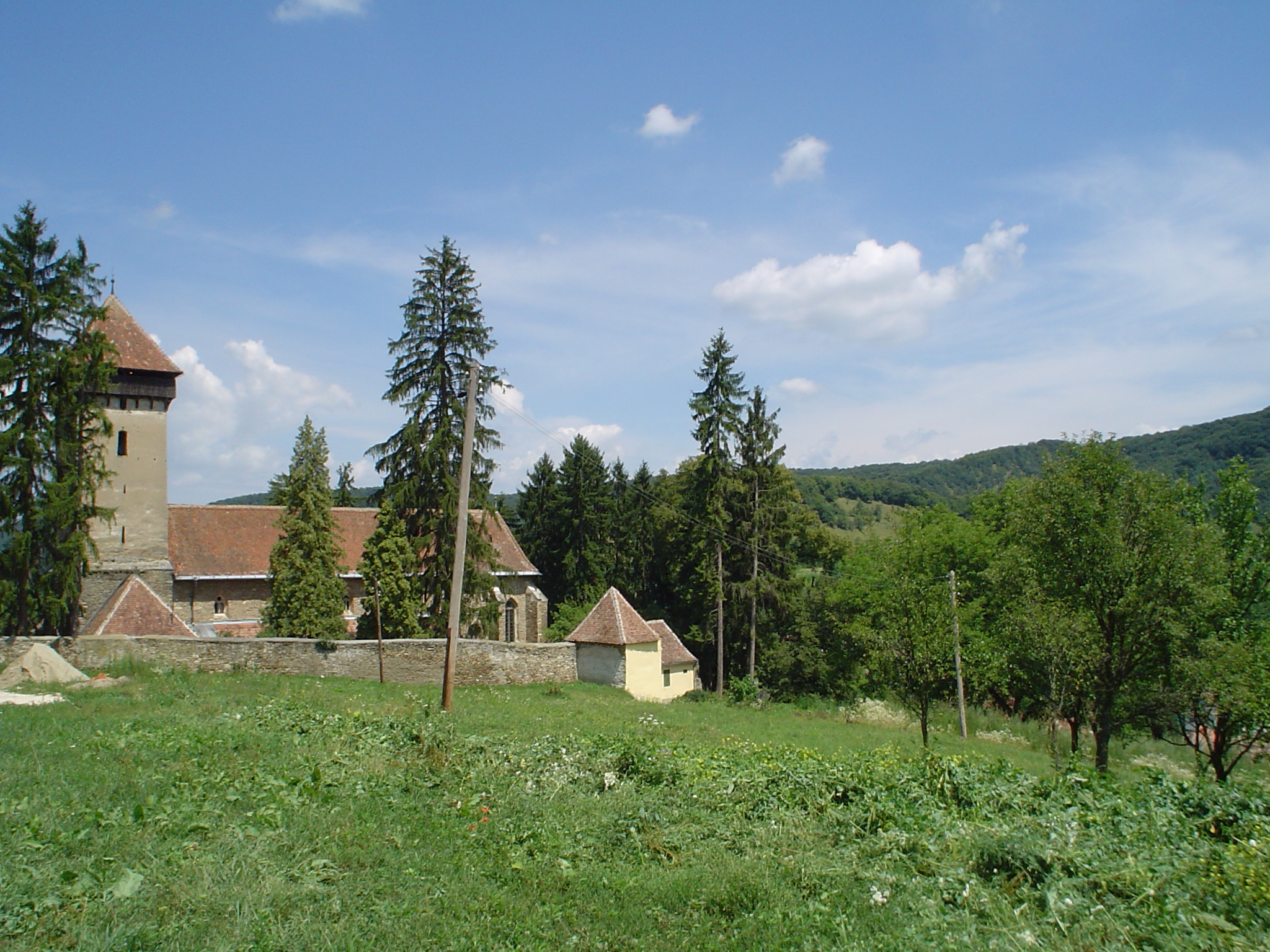
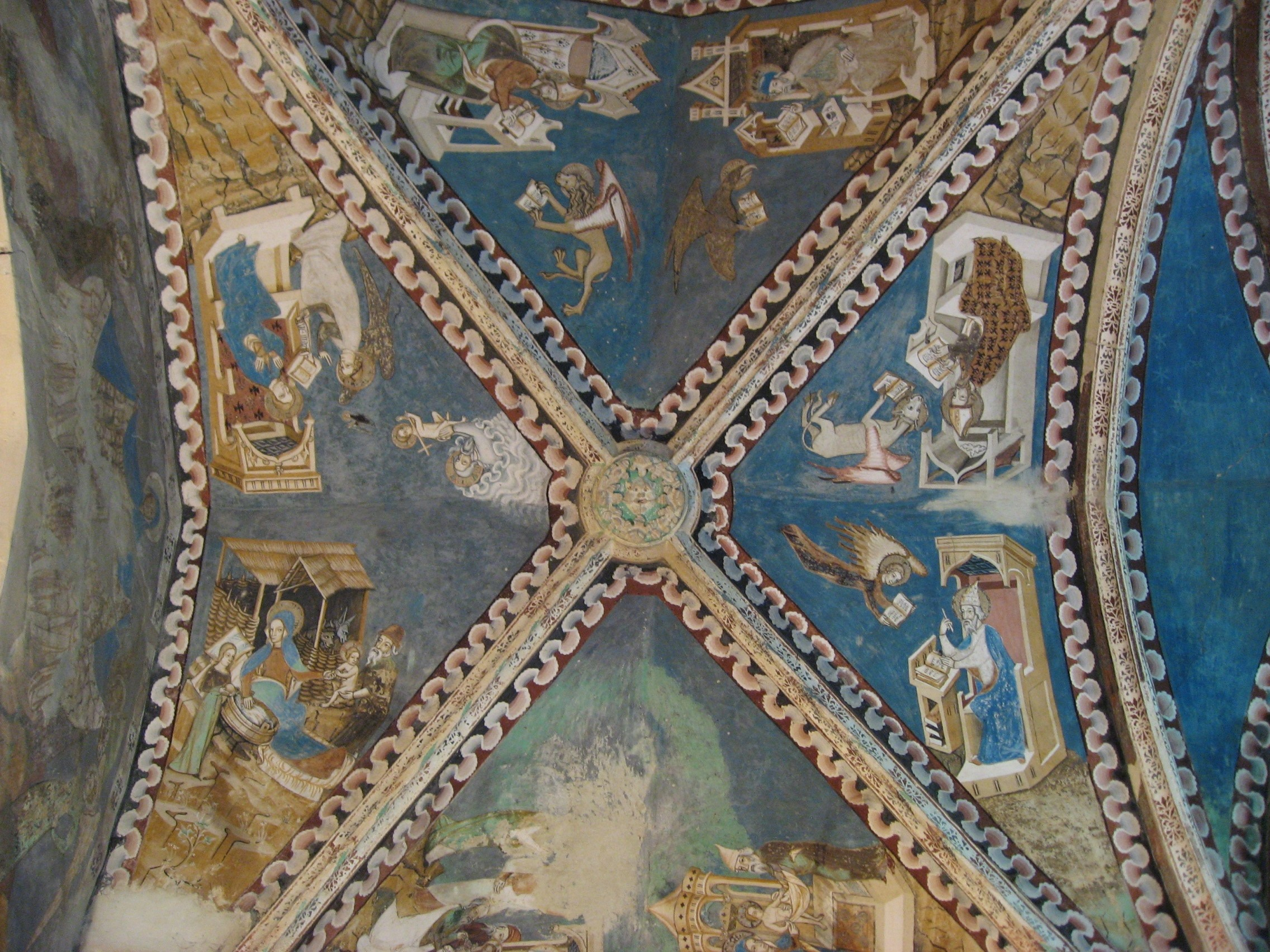
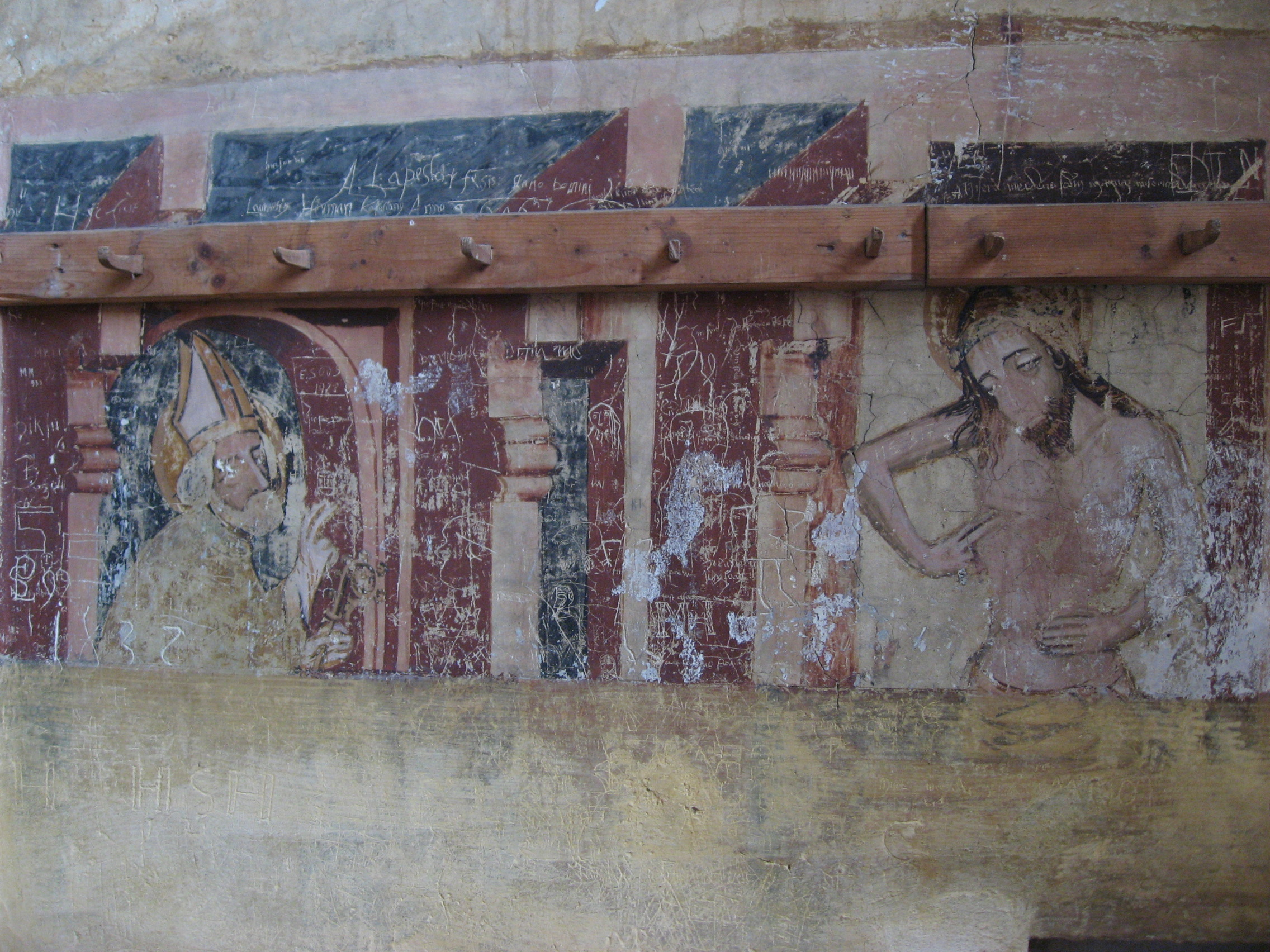
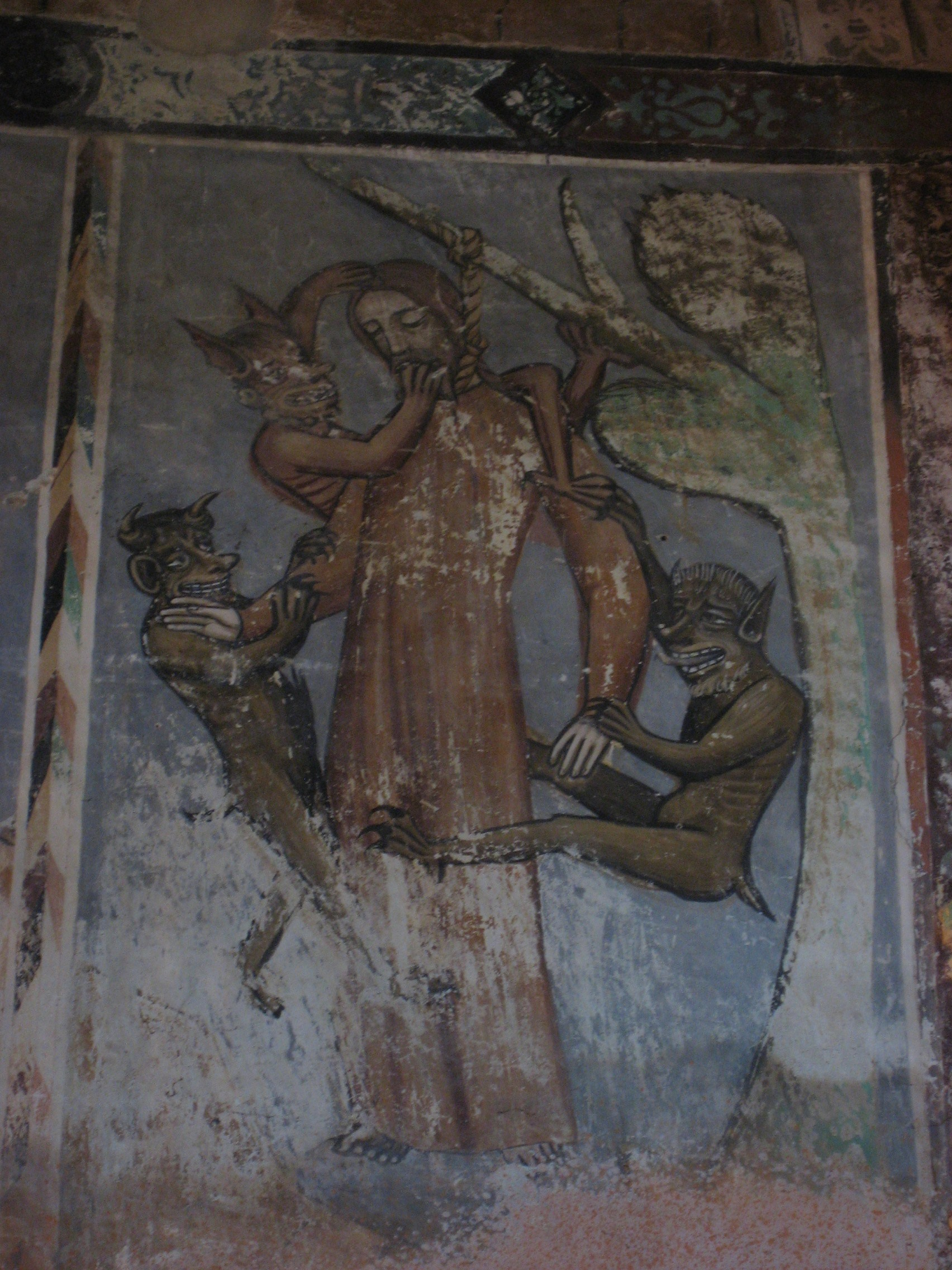
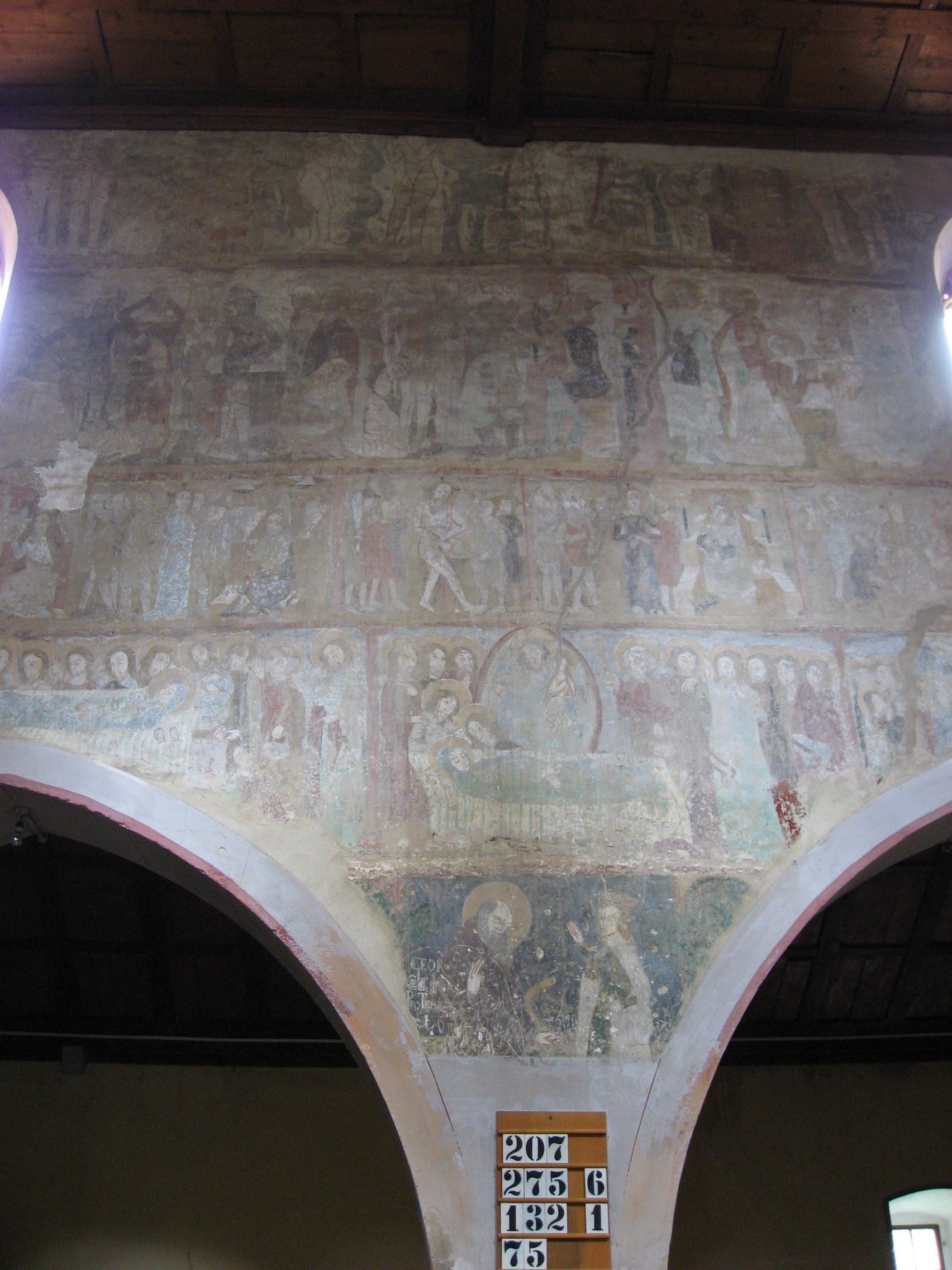
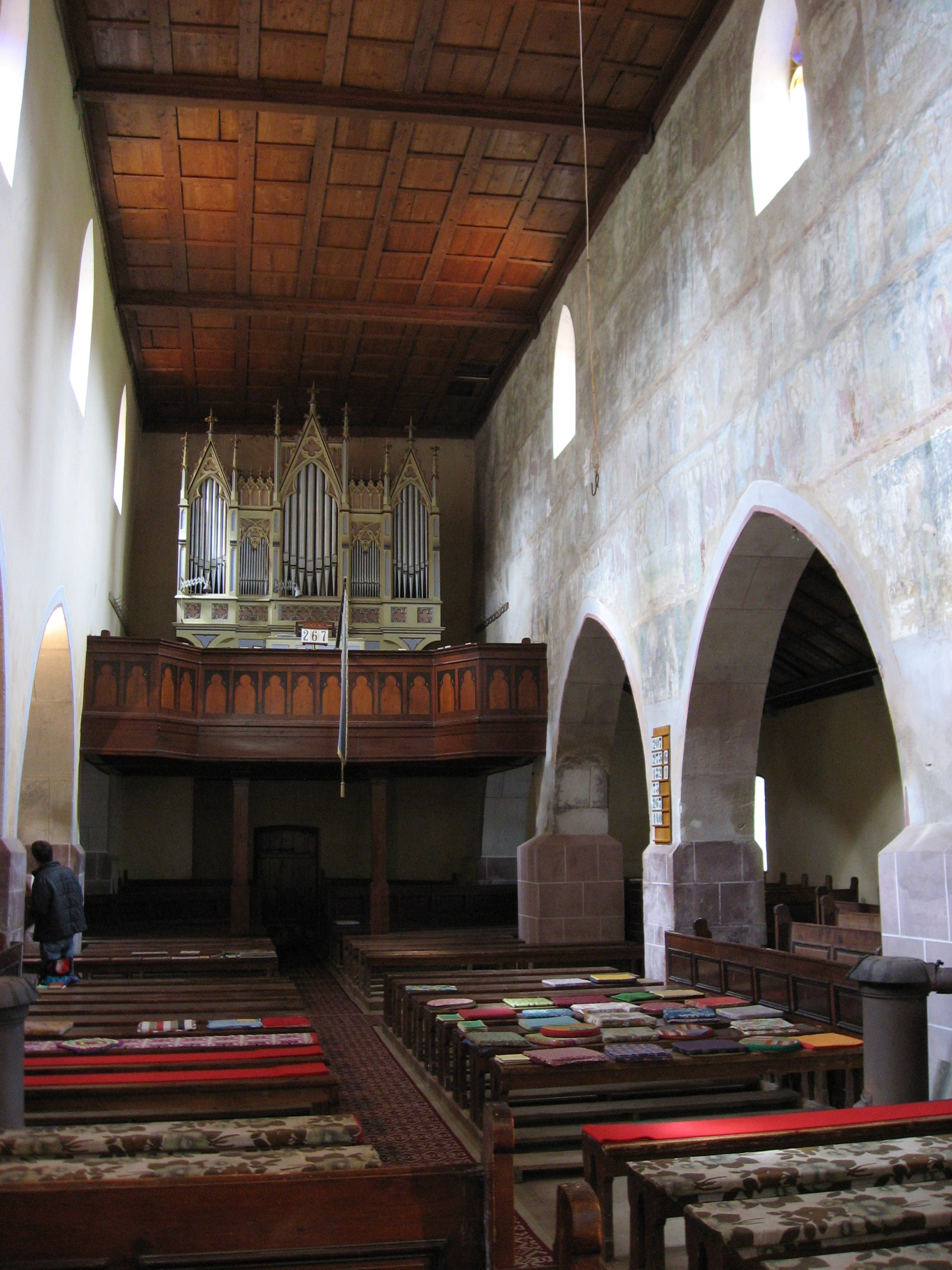
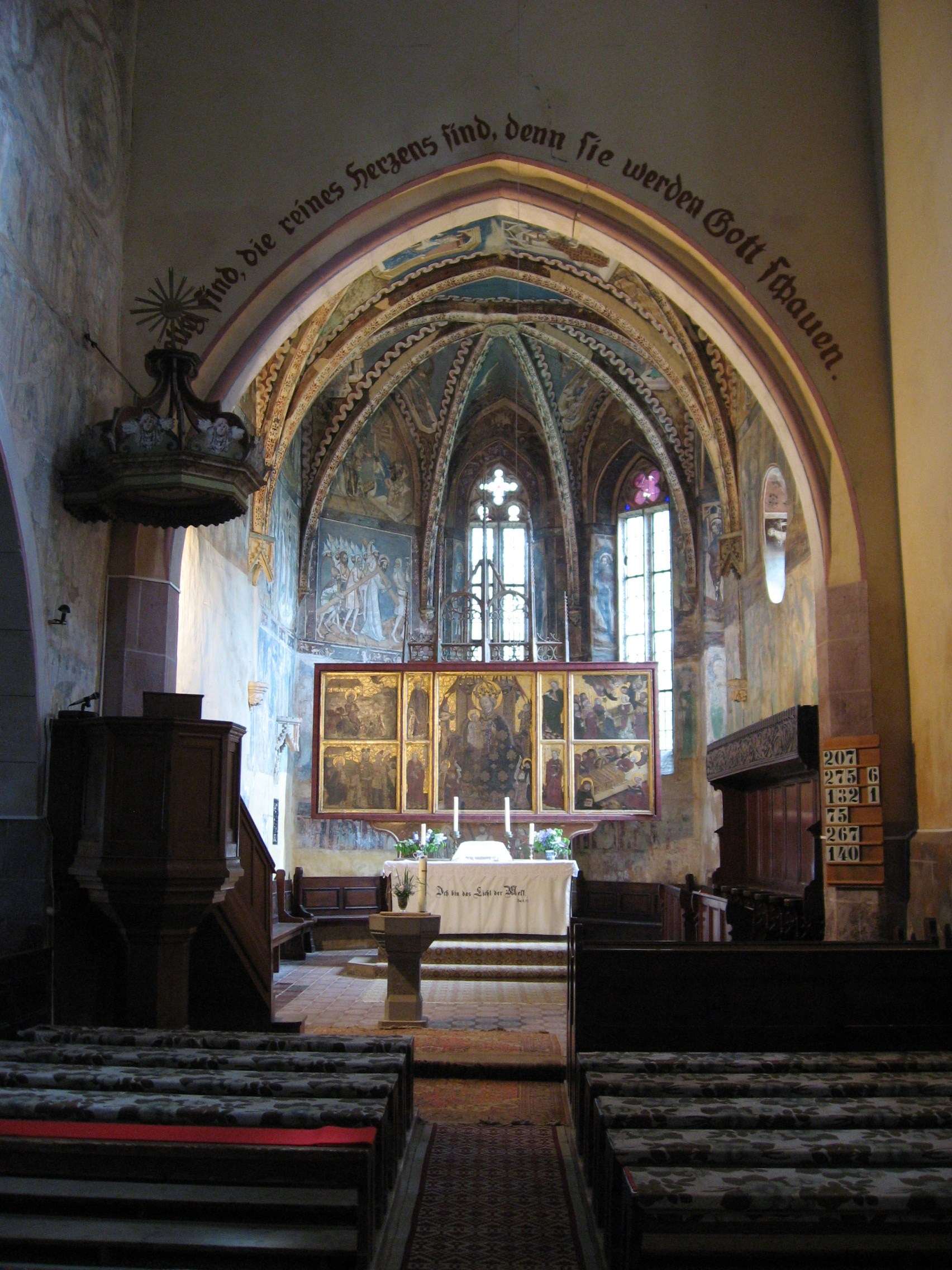
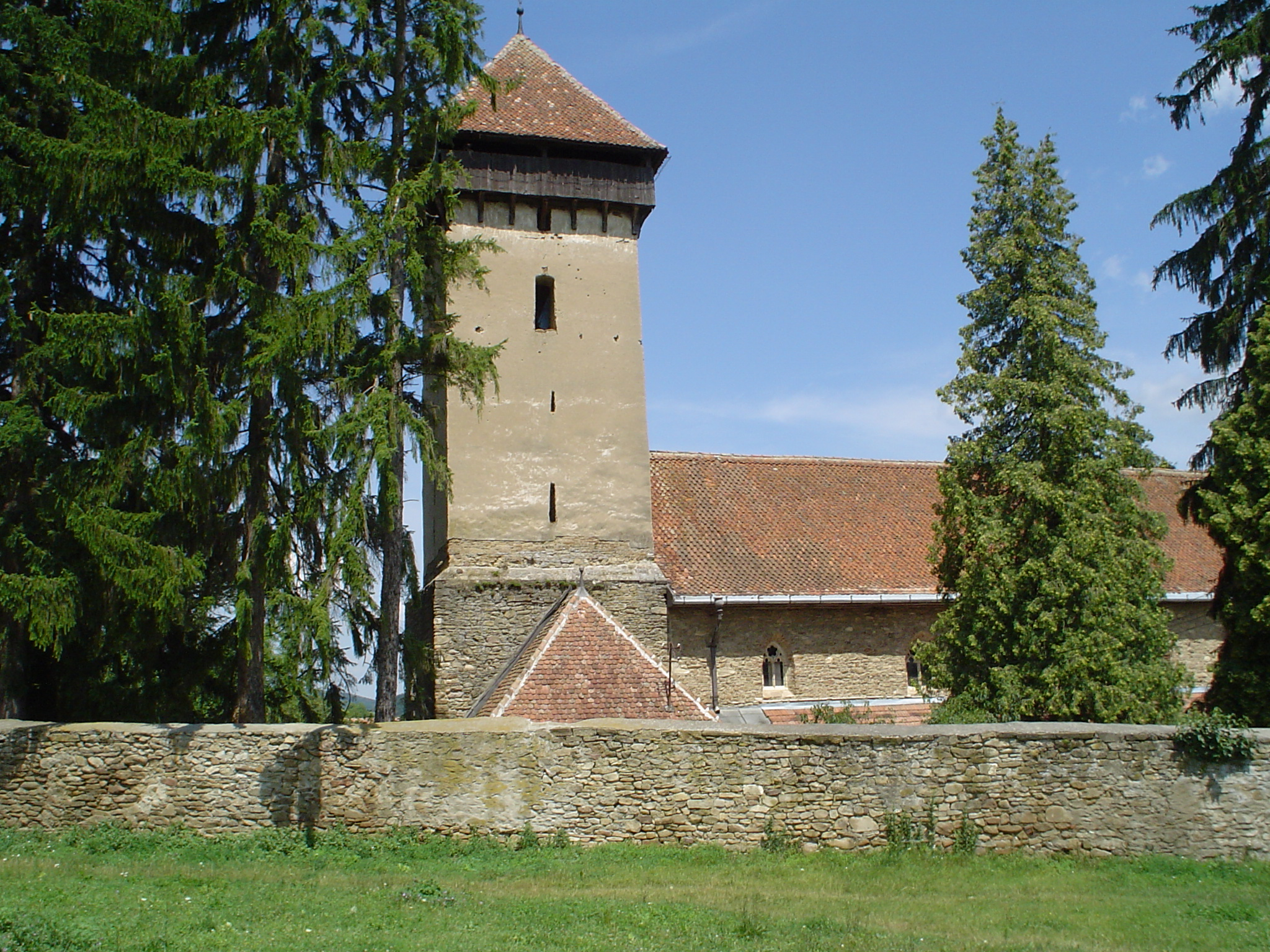
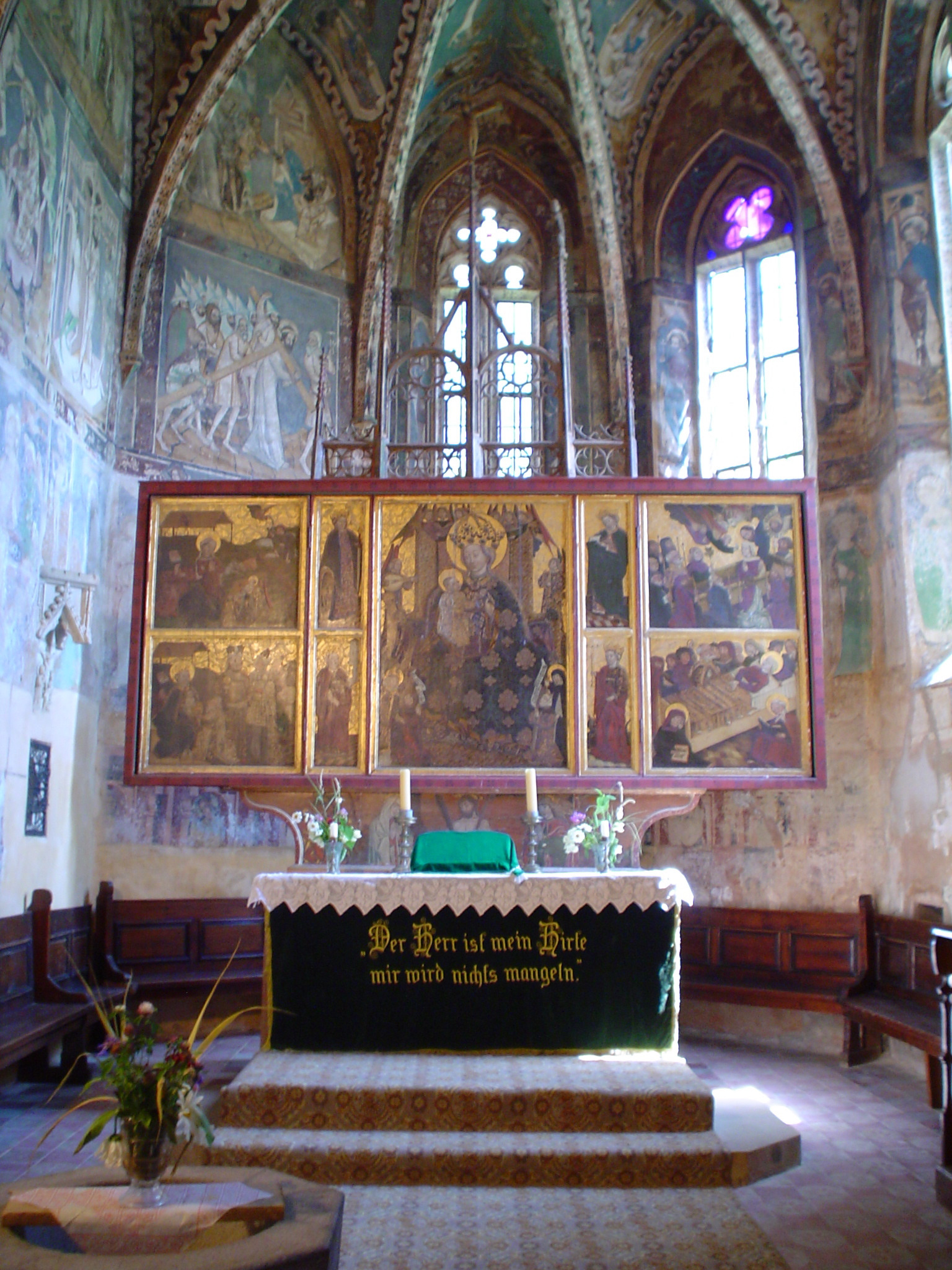